# Bossa nova
La bossa nova es un género musical de la música popular brasileña derivado del samba y con una fuerte influencia del jazz.
En los inicios, el vocablo se usó para designar una nueva manera de cantar y tocar la samba y vino a ser una «reformulación estética» dentro de la moderna samba urbana carioca. Basándose en una instrumentación simple y un elegante manejo de las disonancias, desarrolló un lenguaje propio con un íntimo lirismo.
Surgió a finales de los años cincuenta gracias a músicos como João Gilberto, Tom Jobim, Vinícius de Moraes y otros jóvenes cantores y compositores de clase media de la zona sur de Río de Janeiro. Con el pasar de los años, la bossa nova se convirtió en uno de los movimientos más influyentes de la historia de la música popular brasileña, llegando a alcanzar proyección mundial. Algunos ejemplos fundamentales de bossa lo constituyen canciones como «Garota de Ipanema» (La chica de Ipanema) y «Chega de saudade», compuestas ambas por Vinícius de Moraes y Antônio Carlos Jobim.

## Origen del término

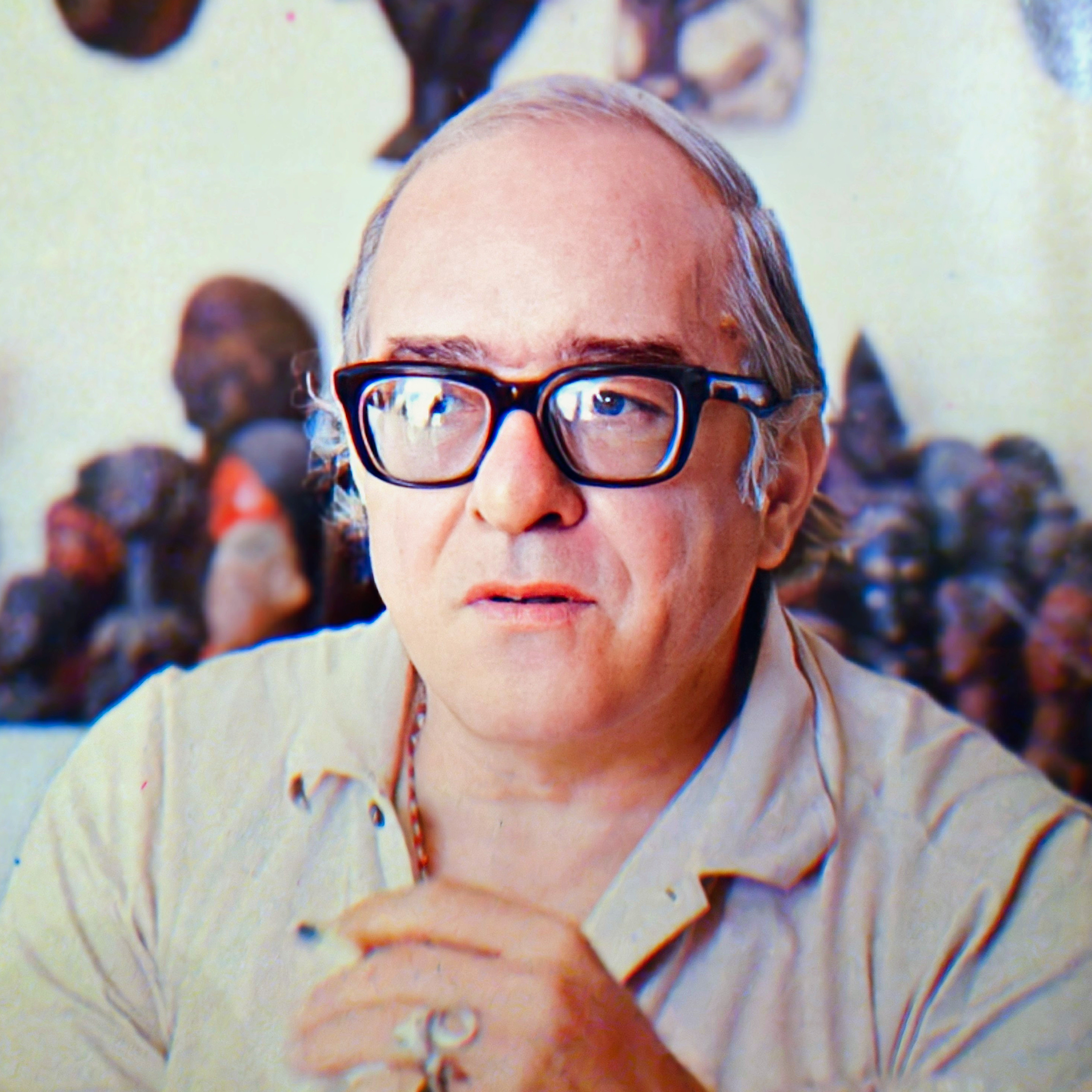
Vinicius de Moraes, autor de letras de clásicos de la bossa nova como Chega de saudade. Esta composición de 1958 comparte su autoría con Tom Jobim.

La palabra bossa proviene del francés bosse y se introdujo al portugués desde el siglo XVII. El significado original es «protuberancia» o «que sobresale», y se refería básicamente a las protuberancias óseas. Con el tiempo la palabra ganó varios significados tales como ‘moda, estilo, instinto, maestría, talento especial para alguna actividad o el producto de ese talento’.
En el caso de la bossa nova el concepto podría interpretarse como ‘estilo nuevo’ lo cual se correspondería con la esencia del género, una versión renovada de la samba tradicional. 
El uso del vocablo bossa en la música del Brasil es anterior al surgimiento del género. En 1932, Noel Rosa utilizó la palabra «bossa» en una samba.

O samba, a prontidão e outras bossas.
São nossas coisas, são coisas nossas.
Noel Rosa

En los finales de los años cincuenta y el principio de los sesenta, período en el cual el estilo musical surgió y comenzó a consolidarse,  solamente los jóvenes usaban la denominación bossa nova en su modismo para definir cualquier cosa nueva, o estilo nuevo. El término finalmente llegó a ser mundialmente conocido para referirse a un nuevo estilo de la música carioca.

## Orígenes e historia

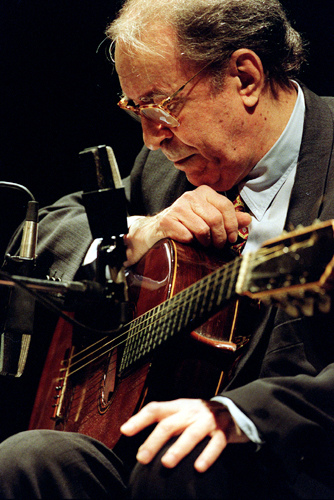
El guitarrista y cantautor João Gilberto, uno de los máximos exponentes de la bossa nova.

La bossa nova es un subgénero de la samba y el jazz y constituye, junto al jazz afrocubano, una de las dos principales ramas del jazz latino.
La bossa nova es reconocida por su importancia dentro de la historia de la música popular brasileña. Recogió los rasgos de la samba callejera, estridente y carnavalesco pero suavizado y refinado para ser llevado a espacios más reducidos y de tranquilidad. 
En 1956, el pianista y compositor Tom Jobim y el poeta Vinícius de Moraes hicieron la banda sonora de la obra Orfeu da Conceição ―basada en la tragedia griega Orfeo―, que fue su primer trabajo en conjunto. Allí compusieron una de sus más bellas canciones, «Se todos fossem iguais a você» en la que se comienzan a vislumbrar los elementos melódicos, rítmicos y armónicos de la bossa nova. 
Durante el año siguiente (1957) el género fue impulsado por un grupo de estudiantes, poetas y músicos de clase media que se reunían en apartamentos de la zona sur de Río de Janeiro, en la Avenida Atlântica, en el barrio de Copacabana e Ipanema, situados junto a la playa. 
En estos encuentros, los músicos se reunían para oír y hacer música. Entre los participantes estaban nuevos compositores como Billy Blanco, Carlos Lyra, Roberto Menescal y Sérgio Ricardo. Poco más tarde, el grupo fue aumentando, con Chico Feitosa, João Gilberto, Luiz Carlos Vinhas y Ronaldo Bôscoli, entre otros.
En mayo de 1958, el guitarrista bahiano João Gilberto (considerado el «Papa» del movimiento bossa nova), participó en el álbum Canção do amor demais, dedicado exclusivamente a las canciones de la incipiente dupla Tom/Vinícius, e interpretado por la cantante fluminense Elizeth Cardoso. De acuerdo con el escritor Ruy Castro, en su libro Chega de saudade (1990), este LP no obtuvo un éxito inmediato en su lanzamiento, pero se lo puede considerar uno de los inicios de la bossa nova, no solo por presentar algunas de las más clásicas composiciones del género ―como «Chega de saudade», «Estrada branca», «Luciana» y «Outra vez»―, sino también por el célebre tañido de guitarra de João Gilberto, con sus acordes disonantes inspirados en el jazz estadounidense.
En agosto de 1958, el mismo Joao Gilberto grabó un sencillo que contenía las canciones «Chega de saudade» (de Tom Jobim y Vinicius de Moraes) y «Bim bom» (del propio cantautor). Según los críticos, la bossa nova empezó oficialmente con este disco.[cita requerida]
En 1959 fue lanzado el primer LP de João Gilberto, Chega de saudade. En la contraportada del álbum Tom Jobim escribió:

João Gilberto es un baiano, bossa-nova, de veintisiete años. En poquísimo tiempo influenció toda una generación de arreglistas, guitarristas, músicos y cantantes. Nuestra mayor preocupación en este long-play fue que Joãozinho no fuese atrapado por arreglos que quitasen su libertad, su agilidad natural, su manera personal e intransferible de ser; en suma, su espontanidad. En los arreglos contenidos en este long-play Joãozinho participó activamente; su intuición, sus ideas, están todas ahí. Cuando João Gilberto se acompaña, la guitarra es él. Cuando la orquesta lo acompaña, la orquesta también es él. João Gilberto no subestima la sensibilidad del pueblo. Él cree que hay siempre lugar para una cosa nueva, diferente y pura que (aunque a primera vista no parezca) puede volverse, como dicen en el lenguaje especializado: altamente comercial. Porque el pueblo comprende el amor, las notas, la simplicidad y la sinceridad. Yo creo en João Gilberto, porque él es sencillo, sincero y extraordinariamente musical.
PD: Caymmi también lo cree.
Antonio Carlos Jobim

Jobim desarrolló arreglos no convencionales para sus canciones, que los cantantes de la época no lograban interpretar, porque consideran que la bossa nova de Jobim era «desafinada». Sylvia Telles fue la primera intérprete que cantó con espontaneidad el estilo de Jobim.
Hasta la aparición de João Gilberto, Jobim proyectaba sus arreglos con una orquesta, la percusión a contrarritmo de la batida diferente de la guitarra de Gilberto y el fraseo espontáneo y sincopado.
En 1959, cuando la canción «Presidente bossa nova» (Juscelino Kubitscheck) del artista Juca Chaves se volvió un gran éxito en la radio, el término llegó a estar muy de moda y fue utilizado libremente por cada uno. Para la nueva manera de realizar la samba surgió el término originalmente llamado samba bossa nova y luego, poco más tarde, solo bossa nova.
La bossa nova se hizo tremendamente popular en Brasil y en otras partes de Latinoamérica, aunque su éxito internacional estuvo limitado a pequeños períodos de tiempo, como por ejemplo tras el estreno de la película Orfeo negro (1959) o con los lanzamientos de los nuevos trabajos de Stan Getz en los años sesenta.
Gracias a Dorival Caymmi («Saudade de Bahía», 1957) y al descubrimiento que figuras estadounidenses como Stan Getz o Charlie Byrd hicieron de la bossa nova, se produjo un importante intercambio cultural entre estos músicos y otros como el precursor Laurindo Almeida, Antonio Carlos Jobim, João Gilberto o Astrud Gilberto, generando así una nueva rama de la síncopa que se basó en los esquemas de la música brasilera. Además de los ya nombrados, artistas como Flora Purim, Edu Lobo, Airto Moreira, Baden Powell, Paulinho Da Costa, Vinícius de Moraes, Zimbo Trío, Hermeto Pascoal, Dom Um Romão, Paulinho da Viola o Eliane Elias, han desarrollados trabajos en el ámbito de la fusión del jazz y la bossa.
Quizás la canción más conocida de la bossa nova es «Garota de Ipanema» de Tom Jobim y Vinicius de Moraes, conocida a lo largo y ancho del mundo tanto en su versión original portuguesa como en su traducción al inglés.

## Crisis

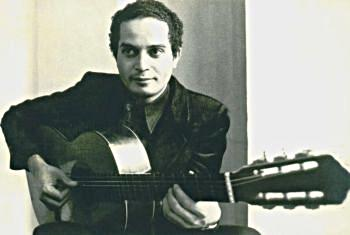
Badel Powell de Aquino, 1971

A mediados de los años sesenta, el movimiento presentó una especie de escisión ideológica, formada por Marcos Valle, Dori Caymmi, Edu Lobo y Francis Hime, y estimulada por el Centro Popular de Cultura de la União Nacional dos Estudantes (UNE, Unión Nacional de los Estudiantes). Inspirada en una visión popular y nacionalista, este grupo hizo una crítica a las influencias del jazz estadounidense en la bossa nova y propuso en cambio una reaproximación a los compositores más populares, como el sambista Zé Ketti. Uno de los pilares de la bossa, Carlos Lyra, se adhirió a esta corriente; también Nara Leão, que promovió agruparse con artistas de la samba (como Cartola y Nelson Cavaquinho) y del baião y el xote nordestinos (como João do Vale). En esta fase de relecturas de la bossa nova, Vinicius de Moraes y el guitarrista y compositor Baden Powell lanzaron en 1966 el antológico LP Os afro-sambas.
Entre los artistas que destacaron en esta segunda generación (1962-1966) de la bossa nova se encuentran: 
Paulo Sérgio Valle,
Edu Lobo,
Marcos Vasconcelos,
Dori Caymmi,
Nelson Motta,
Francis Hime y
Wilson Simonal,
entre otros.

## Instrumentos

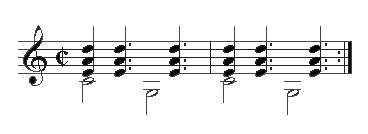
Basic bossa nova

En la bossa nova se utiliza normalmente la guitarra acústica con cuerdas de nailon y se ejecuta con los dedos, es decir, sin púa. En su forma más pura basta con la guitarra sin acompañamiento y la melodía cantada, como puede escucharse en numerosas interpretaciones de João Gilberto. Incluso en los arreglos de más envergadura que se hacían para grandes grupos, casi siempre una guitarra lleva el ritmo principal.
Aunque no sea tan importante como la guitarra, el piano es otro de los instrumentos usado normalmente en la bossa nova. Jobim escribió e interpretó en él la mayor parte de sus grabaciones. El piano ha servido también como puente estilístico entre la bossa nova y el jazz.
Los tambores y la percusión no se consideran una parte esencial de la instrumentación en la bossa nova (de hecho los creadores tendían a prescindir de ellos). No obstante, la percusión en bossa nova tiene su personalidad propia con ejecuciones caracterizadas por corcheas continuas en los timbales, a la forma del pandero de la samba, y golpeando ligeramente el aro, generalmente en un ritmo de dos compases en el que en el primer compás se golpea a contratiempo y en el segundo a tiempo.

## Lista de artistas debossa nova

La cantante Elis Regina.

- Dorival Caymmi (1914-2008).
- María Creuza (1944-).
- Astrud Gilberto (1940-2023).
- João Gilberto (1931-2019).
- Tom Jobim (1927-1994).
- Nara Leão (1942-1989).
- Carlos Lyra (1939-2023).
- Maysa Matarazzo (1936-1977).
- Sérgio Mendes (1941-2024).
- Miúcha (1937-2018).
- Vinícius de Moraes (1913-1980).
- Baden Powell (1937-2000).
- Elis Regina (1945-1982).
- Toquinho (1946-).
- Marcos Valle (1943-).
- Tom Zé (1936-).

## Otros artistas
Se incluyen a aquellos artistas que han colaborado en parte de su repertorio con interpretaciones de bossa nova.

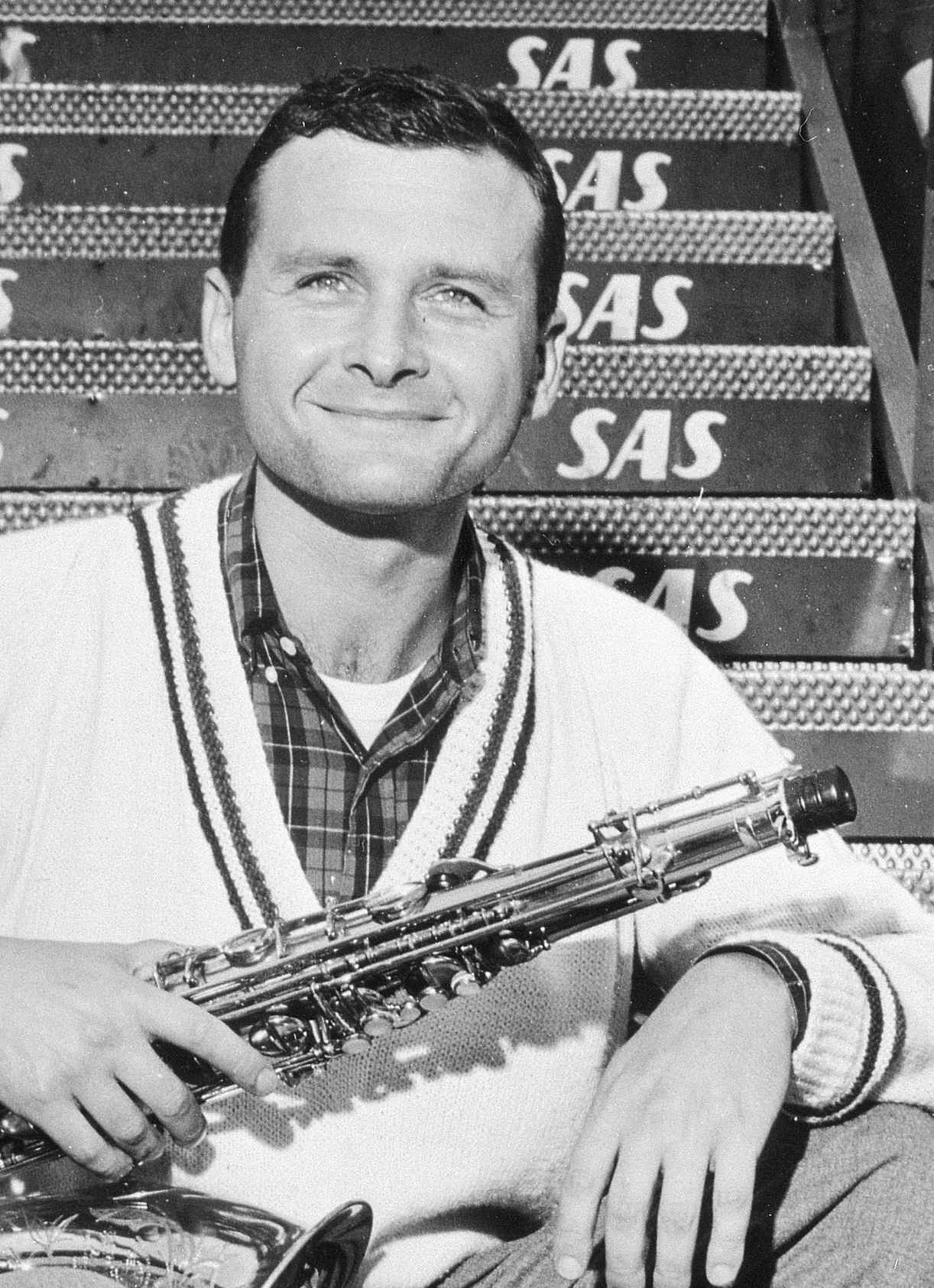
El saxofonista Stan Getz.

- Johnny Alf (1929-2010).
- Maria Bethânia (1946-).
- Chico Buarque (1944-).
- Charlie Byrd (1925-1999).
- Adriana Calcanhotto (1965-).
- Gal Costa (1945-2022).
- Eumir Deodato (1943-).
- Stan Getz (1927-1991).
- Gilberto Gil (1942-).
- Bebel Gilberto (1966-).
- Paula Morelenbaum (1962-).
- Jaques Morelenbaum (1954-).
- Milton Nascimento (1954-).
- Bogdan Plech (1970-).
- Elvis Presley (1935-1977).
- Tito Puente (1923-2000).
- Lisa Ono (1962-).
- Roberta Sá (1980-).
- Emílio Santiago (1946- 2013).
- Frank Sinatra (1915-1998).
- Caetano Veloso (1942-).
- Zimbo Trío (1964-).